# Audrey Hanna
Audrey Hanna (Illinois, 30 luglio 1907 – San Jose, 6 settembre 1990) è stata un'attrice statunitense, attiva nel cinema muto dal 1912 al 1913 (tra i 5 e 6 anni d'età), una delle prime attrici bambine a specializzarsi nel genere western.

## Biografia
Audrey Hanna nasce in Illinois nel 1907. Con Eugenia Clinchard è una delle prime attrici bambine a specializzarsi nel genere western. Come lei appare al fianco di Arthur Mackley ("lo sceriffo") e poi in alcuni episodi della fortunata serie di "Broncho Bill" con Gilbert M. Anderson.
La carriera attoriale della bambina dura solo la spazio di un paio di anni (1912-13), dopo i quali vive la sua intera vita lontana dal mondo del cinema.
Muore in California, nel 1990, all'età di 83 anni.

## Filmografia
- A Child of the Purple Sage, regia di Gilbert M. Anderson (1912)
- Broncho Billy's Gratitude, regia di Gilbert M. Anderson (1912)
- The Little Sheriff, regia di Gilbert M. Anderson (1912)
- On the Moonlight Trail, regia di Arthur Mackley (1912)
- The Shotgun Ranchman, regia di Arthur Mackley (1912)
- The Outlaw's Sacrifice, regia di Arthur Mackley (1912)
- Broncho Billy's Heart, regia di Gilbert M. Anderson (1912)
- The Prospector, regia di Arthur Mackley (1912)
- The Sheriff's Inheritance, regia di Arthur Mackley (1912)
- The Sheriff's Child, regia di Arthur Mackley (1913)
- Broncho Billy and the Sheriff's Kid, regia di Gilbert M. Anderson (1913)